# Heuvelpodzolgronden
Een heuvelpodzolgrond is een bodemtype in het Nederlandse systeem van bodemclassificatie dat behoort tot de suborde van de xeropodzolgronden. Deze suborde omvat de humuspodzolen waarbij de grondwaterstanden zowel tijdens het ontstaan als daarna altijd laag waren. Heuvelpodzolen zijn podzolen met een aantal massieve banden die zijn verkit door ijzer en lutum (banden-B) in de ondergrond. In plaats van een banden-B wordt soms een briklaag aangetroffen. Dit bodemtype kan zijn ontstaan uit een horstpodzolgrond.
Heuvelpodzolgronden hebben een dunne, maximaal 30 cm dikke, donkere bovengrond (A-horizont), een B-horizont met inspoeling van amorfe humus en een C-horizont met ijzerhuidjes om de zandkorrels. Onder de podzol-B horizont wordt de banden-B of briklaag aangetroffen. Aangezien de textuur van de humuspodzol lichter is dan de ondergrond met de banden-B is het mogelijk dat de bovenzijde van het bodemprofiel in ander moedermateriaal is gevormd dan het dieper gelegen deel. Het moedermateriaal kan bijvoorbeeld dekzand op keileem of dekzand op lemig solifluctiemateriaal zijn.
Deze gronden komen binnen Nederland weinig voor. Ze worden aangetroffen op de Veluwe en op een aantal rivierterrassen langs de Maas. De naam van de subgroep is afgeleid van het toponiem heuvel.
| Horizont | Diepte   | Omschrijving |
| -------- | -------- | --- |
| O        | + 5–0 cm | strooisellaag |
| Ah       | 0–8 cm   | donkergrijs tot zeer donker grijs, zeer humeus, zwak lemig, matig fijn zand |
| E        | 8–15 cm  | grijs, matig humusarm, zwak lemig, matig fijn zand; loodzand |
| Bh       | 15–23 cm | zwart, humusrijk, zwak lemig, matig fijn zand; poriën vrijwel geheel gevuld met amorfe humus |
| Bhs      | 23–35 cm | donker roodbruin tot roodbruin, matig humeus, sterk lemig, matig fijn zand |
| BC       | 35–50 cm | geelbruin, zeer humusarm, sterk lemig, matig grof zand; ijzerhuidjes in gehele laag; de hoeveelheid amorfe humus neemt met de diepte geleidelijk af, onder in de horizont zeer dunne humushuidjes op de zandkorrels |
| C/Bt     | > 50 cm  | geeloker, uiterst humusarm, sterk lemig, matig grof zand met enkele compacte 8 a 10 cm dikke banden van zeer sterk lemig, kleiig, matig grof zand                                                                   |